# Пересаж (Черниговская область)
Пересаж (укр. Пересаж) — посёлок в Репкинском районе Черниговской области Украины. Население 205 человек. Занимает площадь 0,08 км².
Код КОАТУУ: 7424485204. Почтовый индекс: 15040. Телефонный код: +380 4641.

## Власть
Орган местного самоуправления — Мохначеский сельский совет. Почтовый адрес: 15040, Черниговская обл., Репкинский р-н, с. Мохначи, ул. Советская, 8. Тел.: +380 (4641) 48-4-40; факс: 4-84-40.